# Metatextualidad (teoría literaria)
La metatextualidad es el tercer tipo de trascendencia textual (transtextualidad), expuesta por Gérard Genette, es una relación que se puede entender como “de comentario”. En este sentido, un texto que habla de otro establece una relación metatextual con ese, sin que necesariamente lo cite, o incluso sin que lo mencione.

## Concepto
De acuerdo con Genette, la relación que se establece por este tipo de discurso es crítica, y considera así que la teoría y crítica literaria es el metatexto por excelencia. En un sentido más general, el concepto de metatextualidad se ha ampliado para incluir aquellos textos que establecen una distancia crítica con ellos mismos, con lo que adquieren un carácter autorreferencial y autoconsciente.
Así, cuando el narrador de la novela The French Lieutenant’s Woman, de John Fowles, interrumpe su discurso para hablar de la forma en la que él mismo está contando una historia de la época victoriana, y reflexiona sobre las implicaciones de su narración, la relación crítica de la novela consigo misma es evidente, y el carácter metatextual de la obra se puede ampliar para tomar una postura con respecto al género novelístico en general. La metatextualidad es un recurso muy común dentro de la posmodernidad literaria por los alcances críticos que tiene.
Por ejemplo, este poema de Félix Lope de Vega es un soneto, y al mismo tiempo, un metatexto que describe qué rasgos debe tener un soneto:

Un soneto me manda hacer Violante,

que en mi vida me he visto en tal aprieto;

catorce versos dicen que es soneto,

burla burlando van los tres delante.

Yo pensé que no hallara consonante

y estoy a la mitad de otro cuarteto,

mas si me veo en el primer terceto,

no hay cosa en los cuartetos que me espante.

Por el primer terceto voy entrando,

y parece que entré con pie derecho,

pues fin con este verso le voy dando.

Ya estoy en el segundo y aun sospecho

que voy los trece versos acabando;

contad si son catorce y ya está hecho.

Félix Lope de Vega